# Константинов, Егор Константинович
Егор Константинович Константинов (? — не ранее 1830) — старший учитель Санкт-Петербургской губернской гимназии; переводчик, 
Губернский секретарь в 1810 году, коллежский асессор в 1819 году.
Подготовил «Учебную книгу истории государства Российского» (СПб., 1820) и перевёл с немецкого: Галетти, «Сокращение всеобщей истории» (СПб., 1811) и Шрекка, «Учебная книга всеобщей истории» (СПб., 1818; 2-е изд. 1819—1820).
Умер не ранее 1830 года.